# 霍希內
50°10′10″N 37°22′53″E / 50.16944°N 37.38139°E
霍希內（烏克蘭語：Гогине）是位於烏克蘭東部的村莊，由哈爾科夫州庫皮揚斯克區的維利胡瓦特卡市鎮負責管轄。該村始建於1750年，面積0.29平方公里，海拔高度174米，2001年人口92，人口密度每平方公里332.8人。